# Adama
Adama (in oromonico Adaama in ge'ez አዳማ) anche conosciuta con il nome di Nazret (ናዝሬት), è una città dell'Etiopia centrale che si trova 99 km a sud-est di Addis Abeba.
Adama è stata capoluogo della regione di Oromia e della Zona di Misraq Shewa.

## Geografia
La città è situata ad un'altitudine di 1.712 m s.l.m. nella zona di transizione dall'Acrocoro Etiopico e la Great Rift Valley verso il sud-est.

## Storia
All'inizio del XX secolo l'imperatore Hailé Selassié decise di rinominare la città in onore della città di Nazaret in Israele. Ma nel 2000 si decise di riusare il suo vecchio nome aborigeno di Adama, il nome Nazret è comunque ancora parecchio usato.
Nel 2000 il governo etiope decise di spostare la capitale della regione di Oromia, da Addis Abeba a Adama, non però senza imbattersi in numerose controversie. Secondo i critici lo scopo del governo era quello di togliere importanza ad Addis Abeba all'interno della regione di Oromia.
La motivazione del governo era invece fondata sulla presunta inadeguatezza di Addis Ababa nel rappresentare e favorire lo sviluppo di lingua, cultura e storia degli aborigeni Oromo originari di questa regione dell'Oromia.
Il 10 giugno del 2005 la Oromo Peoples' Democratic Organization (OPDO), facente parte del EPRDF, ha annunciato di rivoler spostare nuovamente la capitale regionale a Finfinne (il nome aborigeno Oromo della città di Addis Abeba).

## Infrastrutture e trasporti
Adama è un importante nodo per le vie di comunicazioni del paese. La città è situata lungo la strada che da Addis Abeba porta a Dire Daua. Un gran numero di camion usano questa strada per viaggiare dal e per i porti marittimi di Gibuti e Assab (anche se quest'ultimo non è usato dall'Etiopia a seguito della guerra Etiopia-Eritrea).
Vi faceva tappa inoltre, dal 1917, la Ferrovia Addis Abeba-Gibuti caduta in disuso dal 1978, Adama è una stazione della nuova linea Ferrovia Addis Abeba-Gibuti entrata in funzione dal 2016.

## Cultura
La città di Adama ha una sua Università (in principio era l'Adama Technical Teachers College).

## Sport
La squadra di calcio di Adama, Adama City FC gioca nell'Adama Stadium ed è iscritta alla Federazione calcistica dell'Etiopia. Il 1 gennaio 1993 è nata Sifan Hassan, poi naturalizzata olandese,atleta vincitrice di varie competizioni tra cui l’oro sui 5.000 e 10.000 metri a Tokyo 2020.